# アストロノミー・アンド・アストロフィジックス
アストロノミー・アンド・アストロフィジックス (Astronomy and Astrophysics) は、理論・観測・機器に基づく天文学および天体物理学を扱う査読付き学術雑誌である。天文学の世界において最も権威のある雑誌の一つとなっている。この雑誌はフランスのEDPサイエンスが刊行しており、年間で16号を発行している。編集長はティエリ・フォルヴェイユ（グルノーブル宇宙科学天文台）。過去にはクロード・ベルトー、ジャムス・ルクー、ミシェル・グルーイング、カトリーヌ・セザルスキー、ジョージ・コントポウロスが編集長を務めた。

## 歴史
1969年、ヨーロッパ各国で個別に発刊されていた雑誌を1つの総合的な雑誌に集約することにより、アストロノミー・アンド・アストロフィジックスが創刊された。統合した各国の雑誌は、以下のとおりである。
- Annales d'Astrophysique ISSN 0365-0499（フランス）、1938年創刊。
- Arkiv för Astronomi ISSN 0004-2048（スウェーデン）、1948年創刊。
- Bulletin of the Astronomical Institutes of the Netherlands ISSN 0365-8910（オランダ）、1921年創刊。
- Bulletin Astronomique ISSN 0245-9787（フランス）、1884年創刊。
- Journal des Observateurs ISSN 0368-3389（フランス）、1915年創刊。
- Zeitschrift für Astrophysik ISSN 0372-8331（ドイツ）、1930年創刊。

その後1992年、アストロノミー・アンド・アストロフィジックスはチェコスロバキアの Bulletin of the Astronomical Institutes of Czechoslovakia（1947年創刊）を合併し、さらに拡大した。当初は英語、フランス語、ドイツ語による論文を扱っていた。しかしながらフランス語とドイツ語に関しては常に少数であり、その言語に堪能でかつ十分な専門的知識を有する独立した査読者の確保が困難であったため、現在では扱っていない。

## スポンサー
創刊時にスポンサーとなった国は、統合元の雑誌が刊行されていた4カ国（フランス、ドイツ、オランダ、スウェーデン）に加えて、ベルギー、デンマーク、フィンランド、ノルウェーであった。ヨーロッパ南天天文台もまた「会員国」として加わった。その後、ノルウェーはスポンサーから降りたが、オーストリア、ギリシャ、イタリア、スペイン、スイスが新たに加わった。1990年代には、チェコ、エストニア、ハンガリー、ポーランド、スロバキアが新たに加わった。2001年には、誌面のグローバル化ますます進んだことから、表紙から A European Journal という言葉が削除され、2002年にはアルゼンチンが「オブザーバー」として参加することが認められた。さらに2004年に理事会は「今後は、十分に文書化された活発かつ優秀な天文学的研究を行なっている世界中のあらゆる国から、スポンサー会員の申請を受けつける」ことを決定した。2005年にはアルゼンチンが非ヨーロッパ国として初めて正規メンバーとなった。またこのとき「オブザーバー」として参加していたブラジル、チリ、ポルトガルも、以降正規のメンバーとなった。

## 抄録と索引
この雑誌の各論文は、以下のデータベースに記載されている。
- 天体物理データシステム
- ケミカル・アブストラクツ - CASSI
- SIMBAD[6]
- Ei Compendex
- Inspec
  - Computer & Control Abstracts
  - Electrical & Electronics Abstracts
  - Physics Abstracts
- Nuclear Science Abstracts
- サイエンス・サイテーション・インデックス
- Current Contents/Physical, Chemical & Earth Sciences
- INIST
- PaperChem
- zbMATH

## オープンアクセス
編集者宛てのすべての手紙と、オンラインセクションに掲載されたすべての論文は、刊行時にすべてオープンアクセスとなっている。オンライン以外の論文についても、発表から12か月後に無料閲覧が可能な状態となる（遅延型オープンアクセス）。著者は費用を支払いすることで、即時オープンアクセスにすることも可能である。